# Rogério "Big Mike" Pimentel
Rogério Pimentel Silva (Rio de Janeiro, 17 de agosto de 1977) é um ex jogador brasileiro de futebol americano. Começou a jogar futebol americano nas praias do Rio de Janeiro em 2009, pelo Ilha Avalanche, sendo recrutado para jogar no Fluminense Imperadores em 2010 e, posteriormente no Flamengo Futebol Americano. Além de jogar como offensive lineman, também foi fundador e presidente do Flamengo FA (período 2013/2016) e da Federação de Futebol Americano do Rio de Janeiro (2013/2015). Ex presidente da CBFA  (2017/2019).

## Fluminense Imperadores
Rogério começou a jogar Futebol Americano na modalidade Fullpads no final de 2009.
Em 2010, Rogério foi considerado o melhor novato da temporada de 2010 pelo Rio de Janeiro Imperadores (que mais tarde fez parceira com o clube Fluminense).  
Em 2011, Rogério , atuando como Offensive Tackle durante a fase regular e como seu primeiro ano como dirigente de futebol americano a frente de sua equipe. Voltou a entrar em campo no mesmo ano, para jogar a final, na frente de 10 mil torcedores no Couto Pereira, participando dos momentos finais da partida e o responsável por ser o primeiro a levantar a taça de campeão brasileiro da LBFA.  .  

## Flamengo Futebol Americano[2]
Em abril de 2013, foi um dos fundadores Flamengo Futebol Americano depois do fim da parceria do Imperadores com o Fluminense Football Club..
Rogério Pimentel anunciou seu afastamento da presidência do Flamengo FA no dia 18 de dezembro, após a derrota o Brasil Bowl, onde seu time perdeu o primeiro título nacional para o T-REX.

## Vida pessoal
Além de sua atuação no Flamengo Futebol Americano, Rogério é advogado, pós graduado em Direito empresarial e Direito, Processo do Trabalho e tem um MBA em marketing esportivo. 
Seu apelido Big Mike vem de sua semelhança física com o personagem homônimo no filme Um Sonho Possível, com Sandra Bullock, sobre a vida do jogador de futebol americano Michael Oher.